# Jordskreddet ved Nordic Waste
Jordskreddet ved Nordic Waste er et jordskred der udgik fra jordbehandlingsvirksomheden Nordic Waste nær landsbyen Ølst syd for Randers. Jordskreddet begyndte i følge GEUS i 2021, men nåede først et omfang, der påvirkede områder udenfor virksomheden i december 2023. Pr. januar 2024 truede det den nærliggende by Ølst med at blive dækket med et fem meter højt jordlag.
De Nationale Geologiske Undersøgelser for Danmark og Grønland (GEUS) vurderer, at der ikke er tale om en "naturbegivenhed af usædvanlig, uundgåelig (og uafværgelig) karakter", men at årsagen primært er deponering af jord på ejendommen, da der indtil foråret 2023 kun forekom jordskred på det område, der var beregnet til formålet, og ikke i det omkringliggende område.
Nordic Waste har fra etableringen arbejdet under miljøgodkendelse fra Randers Kommune og Miljøstyrelsen.

## Baggrund
Området har ler som tidligere blev anvendt til letklinker. Ler-laget har en vinkel på 6 grader. Gravearbejdet efter ler startede i 1950'erne.
Nordic Waste lejer ejendommen af DSH Recycling, som ejes af DSH Environment, som ejes af United Shipping & Trading Company, som også ejer Nordic Waste.
Virksomheden har modtaget op mod 1 mio. tons lettere forurenet jord om året, bl.a. fra Norge. I 2018 fik virksomheden tilladelse til at fylde et areal på 20 hektar med 7,2 mio. m3 jord i en naturgenopretningsplan. Fra 2018 til 2022 var der tale om 1.771.944 m3 Andelen af ikke-klassificeret jord steg i 2022. I 2022 og 2023 har virksomheden fået leveret 937.649 tons jord, leveret via 299 skibe i havnen i Randers. Nordic Waste har siden 2018 fyldt tre mio. m3 jord, svarende til 43 højdemeter på den tidligere lergrav.
Udover føromtalte jord, har de også fået leveret hvidt, brændt kalk (mikrofiller) fra Aalborg Portland og 128.250 tons minksand fra Kølvrå og 70.305 fra Nr. Felding. Minksandet stammer fra aflivningen af mink i forbindelse med minksagen i 2020. Minksandet er dog ikke en del af jordskreddet.

## Jordskreddet

### Jordskred på Nordic Wastes egen grund
Geoteknikere vurderede i 2018 at grunden havde risiko for jordskred. Virksomheden har haft problemer med jordbevægelser i hvert fald siden april 2023 hvor jorden trængte ind i en lagerhal, og har derfor arbejdet med at forhindre jordskreddet det meste af året. Randers Kommune blev opmærksom på faren for jordskred i både foråret, sommeren og efteråret 2023, blandet andet under tilsyn på virksomheden.

### Jordskreddet breder sig til omkringliggende område
I december 2023 skete en acceleration af jordskreddet. Forværringen af jordskreddet kan skyldes regnmængderne i efteråret 2023, der mættede jorden og fik den til at veje mere. Der har tidligere været gravet ler på området, da der er plastisk ler i undergrunden, som får den ovenpå deponerede jord til at glide. Virksomheden udtaler at have brugt 25 mio. kr. på at begrænse jordskredet, og Randers Kommune har brugt 83 mio. kr.
I forbindelse med jordskreddet er 2 mio. tons forurenet jord i fare for at ende i Alling Å. Det vides dog pr. 11. januar 2024 ikke, om jorden faktisk stammer fra Nordic Waste, eller fra en tidligere virksomhed på grunden. Virksomheden opgav selv at rydde op 19. december 2023 af hensyn til sine ansatte, hvorefter Randers Kommune stod med opgaven, og Miljøstyrelsen finansierer også håndteringen. Forureningen risikerer at nå grundvandet.

## Økonomiske sanktioner og konsekvenser
16. januar 2024 valgte Folketinget at afsætte 205 mio. kroner til bestræbelserne på at undgå en miljøkatastrofe i forbindelse med jordskreddet. Efter virksomhedens konkursbegæring forventes det, at de fleste af disse penge kommer i brug. Mange firmaer medvirker til oprydningen, heraf kortvarigt nogle ejet af USTC.
Søndag den 21. januar 2024 udstedte Miljøstyrelsen dels et påbud til Nordic Waste om, at virksomheden skulle stille med 205 mio. kroner i økonomisk sikkerhed kl 16.00 mandag den 22. januar for de forventede omkostninger til at forhindre yderligere miljøpåvirkninger af Alling Å, dels at sikre yderligere afværgeforanstaltninger. Efter at have modtaget et påbud om økonomisk sikkerhed, valgte virksomheden at indgive konkursbegæring.

### Konkurs
Retten i Randers erklærede 22. januar 2024 Nordic Waste konkurs. Blandt kreditorerne er Randers Kommune, der hævder at skulle have 100 mio. kr. for den hidtidige oprydning, Gældsstyrelsen vil have 1,5 mio. kr., mens Miljøstyrelsen også gerne vil have nogle penge. DSH Recycling (der ejer ejendommen, Nordic Waste brugte, og som ejes af USTC) kræver 70 mio. kr. Justitsminister Peter Hummelgaard udtalte 19. januar 2024, at regeringen vil forfølge "alle juridiske muligheder" for at få Nordic Waste til at betale for oprydningen ved jordskreddet.
I midten af marts 2024 kom det frem, at Kammeradvokaten vurderer, at DSH Recycling, der er et søsterselskab til Nordic Waste kan drages til ansvar, hvorfor regeringen nu retter et erstatningskrav på 50 mio. kr. mod denne virksomhed. Randers Kommune agter at følge statens eksempel.

## Mulige fysiske og økonomiske konsekvenser af jordskred og oprydning
Der var gang i to jordskred; et nordligt og et sydligt. Førstnævnte kunne ende med at begrave Ølst i fem meter jord, mens sidstnævnte kunne havne i en opdæmmet sø med rent vand fra Alling Å. Sker dette, kan man ikke forhindre, at åen bliver forurenet.
Jorden bevægede sig med 7,2-9,6 meter i døgnet og risikerede både at ramme landsbyen Ølst 250 meter væk og Alling Å, samt N1 transformatorstationen på Gammel Århusvej 122.
Oprydningen efter jordskreddet kan tage alt fra et til fem år, afhængig af mængden af nedbør, og ventes at koste 2,2 mia. kroner. Forurenet vand fra den opdæmmede sø blev transporteret til bassiner ved Assentoft, under protester. Randers Kommune genoptog oprydningen i april 2024, efter at jordskreddet var stilnet af.. Ifølge Randers Kommune har de frem til 16. april brugt 254 millioner kroner på oprydningsarbejdet, men de forventer at regningen ender et sted mellem 486,2 mio. kr. og 663,4 mio. kr.
Gl. Århusvej (Sekundærrute 180) blev lukket 16. december 2023 ved Ølst og derefter blev 210 meter ødelagt af jordskreddet. Vejen blev genopbygget for 12 mio kr, og genåbnes 10. juni 2025.

## Reaktioner
Ejernes manglende vilje til at betale for oprydningen har affødt reaktioner fra ministre og andre politikere, der er vrede og chokerede. Kulturminister Jakob Engel-Schmidt kalder det "komplet uforståeligt" og en "personlig falliterklæring", at man "vil være bekendt at tørre en regning (...) af på pædagoger, folkeskolelærere, helt almindelige erhvervsdrivende" og at han "ville skamme mig over at vise mig nede i hovedgaden". Michael Aastrup Jensen fra Venstre erkender, at "det juridisk desværre er efter bogen. Men det halter gevaldigt på moralen fra de såkaldte samfundsstøtter, der står bag denne her virksomhed". Også Enhedslistens Pelle Dragsted, Katrine Robsøe (Radikale Venstre), Lisbeth Bech-Nielsen (SF) reagerer på det.
Virksomhedens ejere udtaler i forbindelse med konkursen, at de "deler til fulde alles bekymring for jordskredet", men at de "som virksomhed ikke er i stand til at løfte opgaven med at bekæmpe det" og at "alene den økonomiske sikkerhedsstillelse" overskrider "selskabets økonomiske formåen samt juridiske forpligtelse". De udtaler yderligere, at konkursen stopper deres "ansvarsforpligtelse i forhold til sagen, og den bliver ikke overtaget af selskabets ejere". Ifølge virksomheden har de "fulgt de miljøgodkendelser, som Randers Kommune stod bag".
De store konsekvenser af handlinger fra en miljøgodkendt virksomhed har fået andre kommuner til at undersøge risikovirksomheder i deres kommuner. Med direkte henvisning til jordskreddet ved Ølst, valgte Københavns Kommune i januar 2024 at standse det meste tilførsel af jord til 30 meter høje jordbunker i Nordhavnen, indtil risikoen bliver afklaret. Kommunen taber 5 mio. kr. på afbrydelsen.
Flere har opfordret til boykot af virksomheder helt eller delvist ejet af Torben Østergaard-Nielsen som fx Jensens Bøfhus. Jensens Bøfhus har dog udtalt at de "intet med Nordic Waste-sagen at gøre", og havde en svær markedsføringssituation.

## Yderligere læsning
- Svennevig, Kristian; Keiding, Marie; Kidmose, Jacob; Koch, Julian; Paul Jackson, Samuel (2024). "Jordskredsaktivitet ved Nordic Waste, Randers Kommune: Redegørelse baseret på offentligt tilgængelige data" (PDF). Danmarks og Grønlands geologiske undersøgelse rapport 2024/6. De Nationale Geologiske Undersøgelser for Danmark og Grønland.

|  | Denne artikel om lokaliteten Jordskreddet ved Nordic Waste kan blive bedre, hvis der indsættes et (bedre) billede. Du kan hjælpe ved at afsøge Wikimedia Commons for et passende billede eller lægge et op på Wikimedia Commons med en af de tilladte licenser og indsætte det i artiklen. |

| Ulykker | Spire Denne artikel om ulykker og katastrofer er en spire som bør udbygges. Du er velkommen til at hjælpe Wikipedia ved at udvide den. |